# Ласло Хорват (фудбалер)
Ласло Хорват (мађ. Horváth László, Шандорфалва, 3. септембар 1901 — Будимпешта, 3. јун 1981), био је мађарски фудбалер, репрезентативац. Био је најбољи стрелац лиге у сезони 1926/27. са 14 голова. У спортској штампи био је познат као Хорват II.

## Каријера

### Ференцварош
Сениорску каријеру започео је 1921. године у клубу Трећи округ ТВЕ из Будимпеште.
Сезону 1924/25. играо је за чехословачки клуб „Макаби” (Брно), након чега је у сезони 1925/26. поново играо за Трећи округ ТВЕ и са 21 голом заузео друго место на листи најефикаснијих стрелаца мађарског шампионата, други иза Јожефа Такача, који је постигао 29 голова.
Био је најбољи стрелац сезоне 1926/27 са 14 голова. На почетку сезоне, за Ференцварош ТЦ се појавио у три првенствене утакмице и постигао један гол. У Фрадију је играо и на домаћем наградном мечу.

### Репрезентација
За репрезентацију Мађарске је одиграо једну утакмицуи то 20. авхуста 1926. годиневи постигао један гол. Пријатељска утакмица је играна против репрезентације Пољске и завршила се победом Мађарске репрезентације са 4 : 1 и од четири мађарска гола Хорват је постигао један.

## Достигнућа
- Мађарско првенство
  - првак: 1926/27.
  - голгетер лиге: 1926/27. (14. голова)